# Каталіно Ріварола
Каталіно Ріварола (ісп. Catalino Rivarola, нар. 30 квітня 1965, Асунсьйон, Парагвай) — парагвайський футболіст, що грав на позиції захисника.
Виступав, зокрема, за клуби «Серро Портеньйо» та «Греміо», а також національну збірну Парагваю.
Володар Кубка Бразилії. Дворазовий володар Кубка Лібертадорес. Переможець Рекопи Південної Америки. 

## Клубна кар'єра
У дорослому футболі дебютував 1985 року виступами за команду клубу «Серро Портеньйо», в якій провів шість сезонів. 
Протягом 1991—1995 років захищав кольори команди клубу «Тальєрес».
Своєю грою за останню команду привернув увагу представників тренерського штабу клубу «Греміо», до складу якого приєднався 1995 року. Відіграв за команду з Порту-Алегрі наступні три сезони своєї ігрової кар'єри.
Згодом з 1999 по 2000 рік грав у складі команд клубів «Палмейрас» та «Америка» (Ріо-де-Жанейро).
Завершив професійну ігрову кар'єру у клубі «Лібертад», за команду якого виступав протягом 2001—2001 років.

## Виступи за збірну
1988 року дебютував в офіційних матчах у складі національної збірної Парагваю. Протягом кар'єри у національній команді, яка тривала 11 років, провів у формі головної команди країни 52 матчі, забивши 3 голи.
У складі збірної був учасником розіграшу Кубка Америки 1989 року у Бразилії, розіграшу Кубка Америки 1991 року у Чилі, чемпіонату світу 1998 року у Франції.

## Титули і досягнення
- Володар Кубка Бразилії (1):

«Греміо»:  1997
- Володар Кубка Лібертадорес (2):

«Греміо»:  1995
«Палмейрас»:  1999
- Переможець Рекопи Південної Америки (1):

«Греміо»:  1996